# Himalaias
Os Himalaias são a mais alta cadeia montanhosa do mundo, localizada entre a planície indo-gangética, ao sul, e o planalto tibetano, ao norte. A cordilheira abrange cinco países (Paquistão, Índia, China (região do Tibete), Nepal e Butão) e nela se situa a montanha mais alta do planeta, o Monte Everest. O nome Himalaia vem do sânscrito e significa "morada da neve". Os Himalaias espalham-se, de oeste para leste, do vale do rio Indo ao vale do rio Bramaputra, formando um arco de cerca de 2 500 km de extensão e com uma largura variando de 400 km no oeste, na região da Caxemira-Tibete, a 150 km no leste, na região do Tibete-Arunachal Pradesh.

## Descrição geral

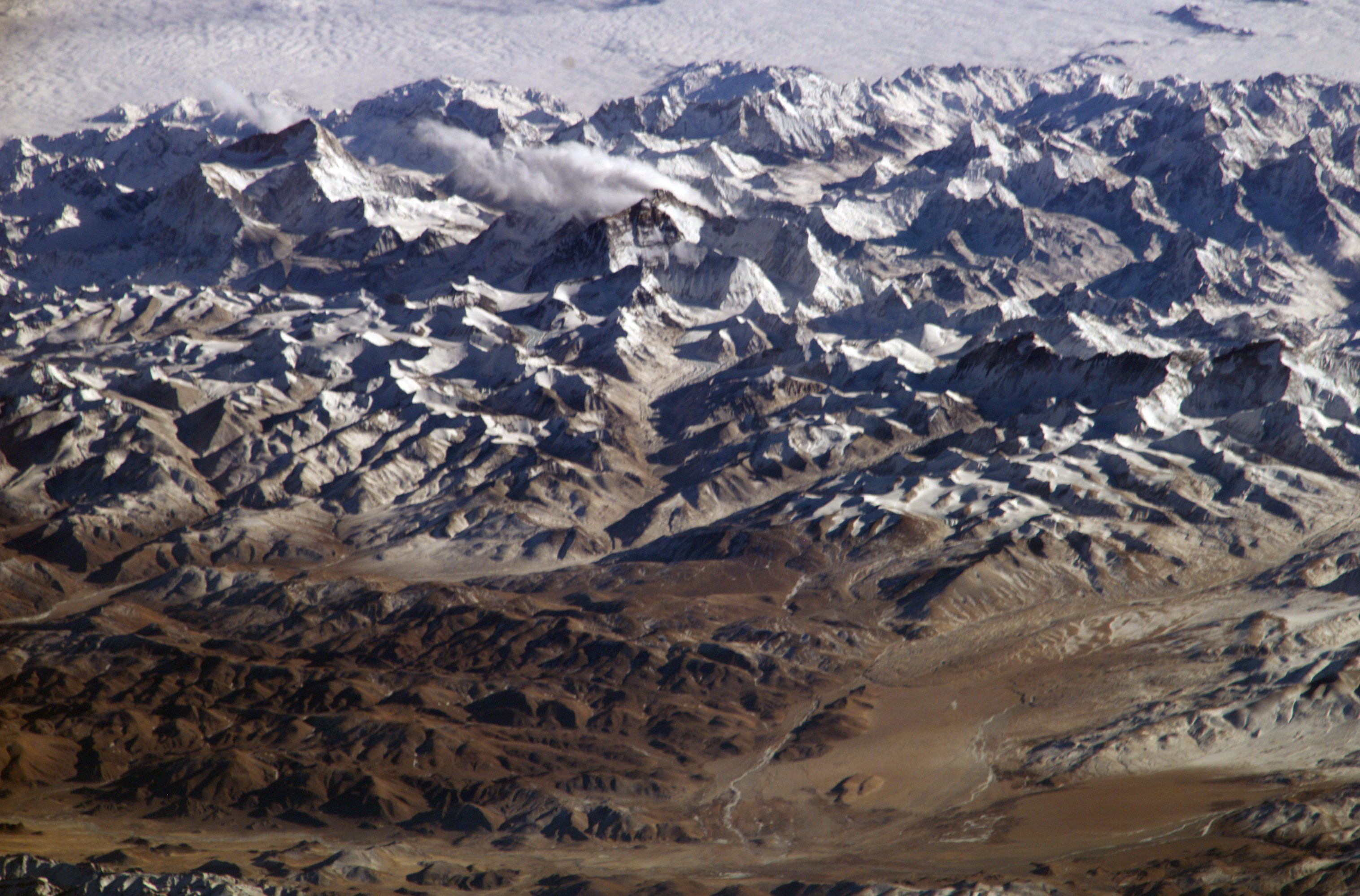
Perspectiva dos Himalaias e do Monte Everest e todo o planalto do Tibete (imagem de satélite) (versão comentada)

Os Himalaias formam um grande sistema montanhoso, que incluem os Himalaias propriamente dito, o Caracórum, o Indocuche e o Pamir. Este sistema estende-se por cinco diferentes nações: Paquistão, Índia, Nepal, Butão e República Popular da China. Juntas estas cordilheiras, o sistema montanhoso dos Himalaias é o teto do mundo, e lar dos picos mais altos do planeta, o Monte Everest (8 849 m) e o K2 (8 611 m). O pico mais alto fora dos Himalaias é o Aconcágua, nos Andes, com 6 962 m, e somente nos Himalaias há mais de 100 picos excedendo os 7 200 m de altitude.
Os Himalaias são fonte de duas das maiores bacias hidrográficas: a bacia do rio Indo e a bacia do Ganges-Bramaputra. Aproximadamente mil milhões de pessoas vivem nas bacias hidrográficas de rios que nascem nos Himalaias. Entretanto, a densidade populacional dos Himalaias é muito baixa e poucos são os centros populacionais, sobretudo na vertente meridional. Os Himalaias influenciam também fortemente o clima, a vegetação e a distribuição dos animais.
A cordilheira himalaia consiste em três cadeias paralelas, que do sul para o norte, são o sub-Himalaia, os Pequenos Himalaias e os Grandes Himalaias. As montanhas começaram a se formar por dobras há 40 milhões de anos, quando o subcontinente indiano se projetou em direção ao norte contra a principal massa terrestre asiática.

## Origem
Os Himalaias estão entre as formações montanhosas mais jovens do planeta. De acordo com a moderna teoria das placas tectônicas, sua formação é resultado de uma colisão continental, ou então do processo de orogenia (isto é, processo de formação de montanhas) entre os limites convergentes entre as placas Indo-australiana e da Eurásia. A colisão iniciou-se no Cretáceo Superior há cerca de 70 milhões de anos, quando a placa Indo-australiana se moveu rumo ao norte e colidiu com a placa da Eurásia. Há cerca de 50 milhões de anos, com a movimentação rápida da placa Indo-australiana, a junção já havia se estabelecido. Entretanto, a placa continua a movimentar-se horizontalmente para baixo do planalto do Tibete, forçado a ascendência do planalto. As montanhas de Arakan-Yoma em Mianmar e as ilhas Andamão e Nicobar na Baía de Bengala também se formaram em decorrência dessa colisão.
A placa Indo-australiana ainda se move numa proporção de 67 mm/ano, e nos próximos dez milhões de anos avançará cerca de 1 500 km para o interior da Ásia. Cerca de 20 mm/ano da convergência da Índia com a Ásia é absorvida pelo empuxo ao longo da frente sul dos Himalaias. Isto leva os Himalaias a elevarem-se cerca de 5 mm/ano; fazendo com que eles sejam geologicamente ativos. O movimento da placa indiana em direção à placa eurasiática também faz esta região ser sismicamente ativa, induzindo terremotos periodicamente.

## Glaciares e bacias hidrográficas

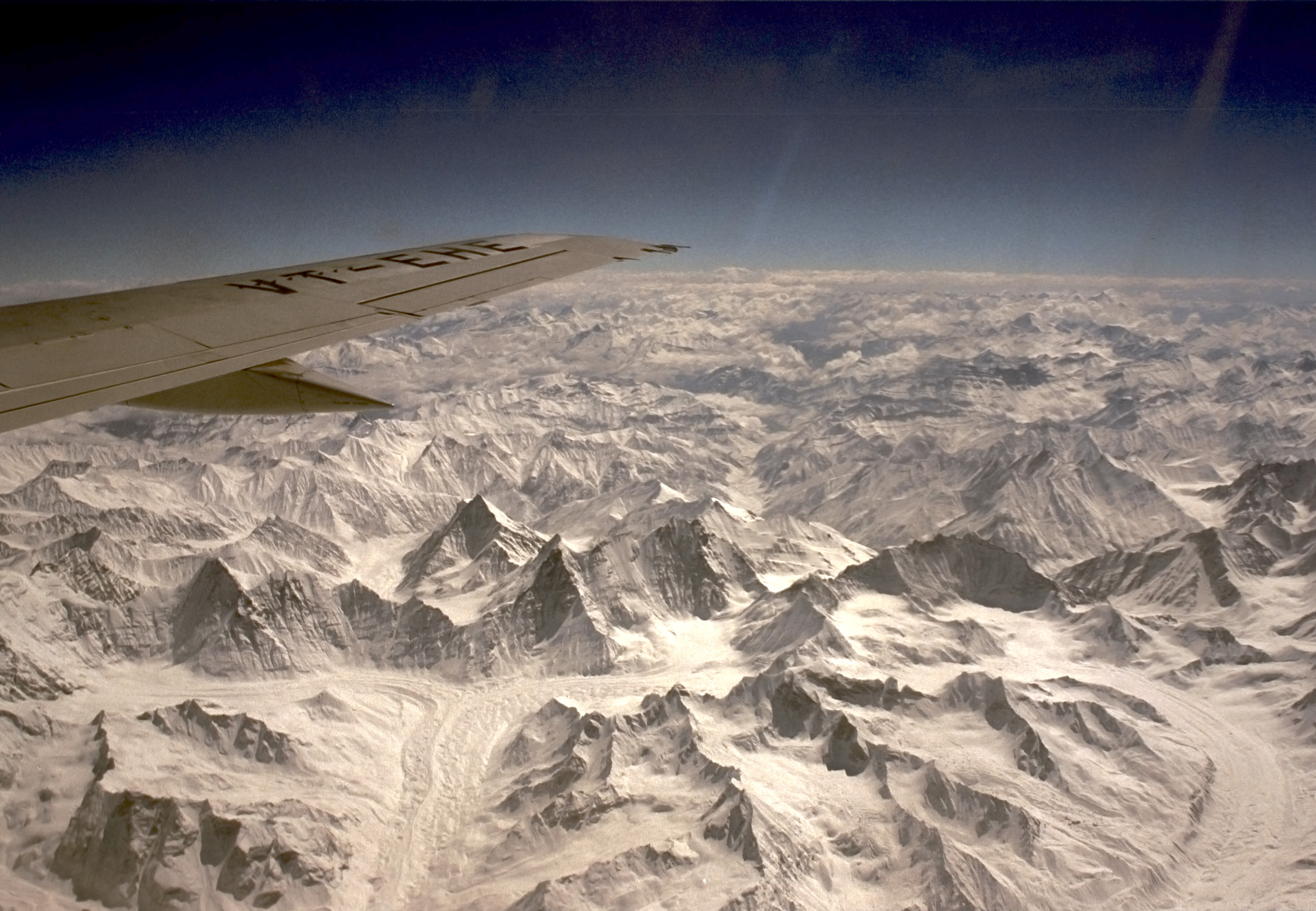
Glaciares próximos ao pico do K2

Um grande número de glaciares são encontrados nos limites dos Himalaias. Entre eles encontra-se o glaciar de Siachen, o maior no mundo fora da região polar. Outros glaciares famosos incluem o Gangotri e Yamunotri no estado de Uttarakhand (Índia); Nubra, Biafo e Baltoro na região de Caracórum; o Zemu no estado de Sikkim (Índia); e o Khumbu na região do monte Everest.
As altas altitudes dos Himalaias são cobertas por neve durante todo o ano, apesar de sua proximidade aos trópicos; e origina as fontes de vários rios perenes que na sua maioria associam-se a uma das duas bacias:

Os rios do oeste se associam à bacia do rio Indo. O Indo nasce no Tibete na confluência dos rios Sengge e Gar e corre rumo ao sudoeste através do Paquistão para desaguar no mar da Arábia. O rio é alimentado por vários grandes afluentes, entre eles o rio Jhelum, o rio Chenab, o rio Ravi, o rio Beas e o rio Sutlej.

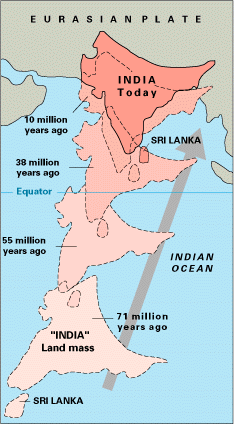
A viagem de mais de do continente indiano antes de sua colisão com a Ásia (Eurásia) há cerca de 40 a 50 milhões de anos.

A maioria dos rios restantes drenam para a bacia do Ganges-Bramaputra. Diversos outros afluentes os alimentam durante seus caminhos. O Bramaputra nasce como Yarlung Tsangpo no oeste do Tibete, e corre para o leste através do Tibete e então para o oeste pelas planícies de Assam. O Ganges nasce na região central dos Himalaias e corre no sentido leste. Ambos os rios se encontram em Bangladesh, e desaguam na Baía de Bengala formando um dos maiores deltas do mundo.

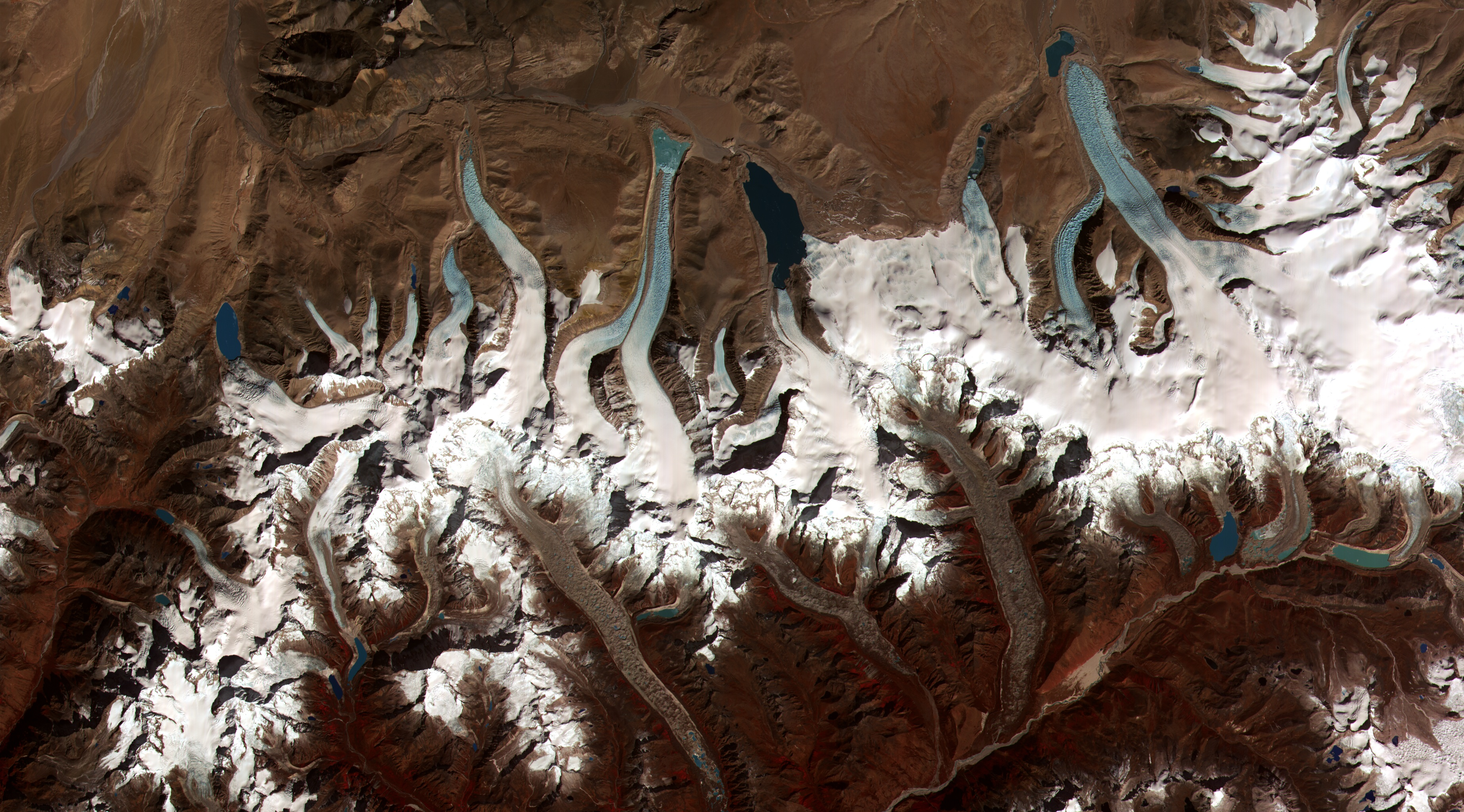
Formação de lagos pelo derretimento dos glaciares na região himalaia do Butão

No extremo leste dos Himalaias as fontes alimentam o rio Irauádi, que se origina no leste do Tibete e corre para o sul através de Mianmar para desaguar no mar de Andamão.
Recentemente, cientistas têm monitorado o notável aumento da taxa de derretimento dos glaciares do Himalaia devido as alterações climáticas globais. Embora os efeitos desse derretimento não sejam tão claros no presente, eles podem, potencialmente, num futuro próximo, significar uma calamidade para milhões de pessoas que contam com os glaciares para alimentar os rios durante a estação da seca.
De acordo com o comitê para assuntos climáticos das Nações Unidas, os glaciares dos Himalaias, que são a fonte dos maiores rios da Ásia, podem desaparecer em 2035 à medida que a temperatura se eleva, e Índia, República Popular da China, Paquistão, Bangladesh, Nepal e Mianmar podem sofrer com inundações seguidas de estiagem nas próximas décadas. Só na Índia, o Ganges provê água para beber e para a o cultivo para mais de 500 milhões de pessoas.

## Lagos

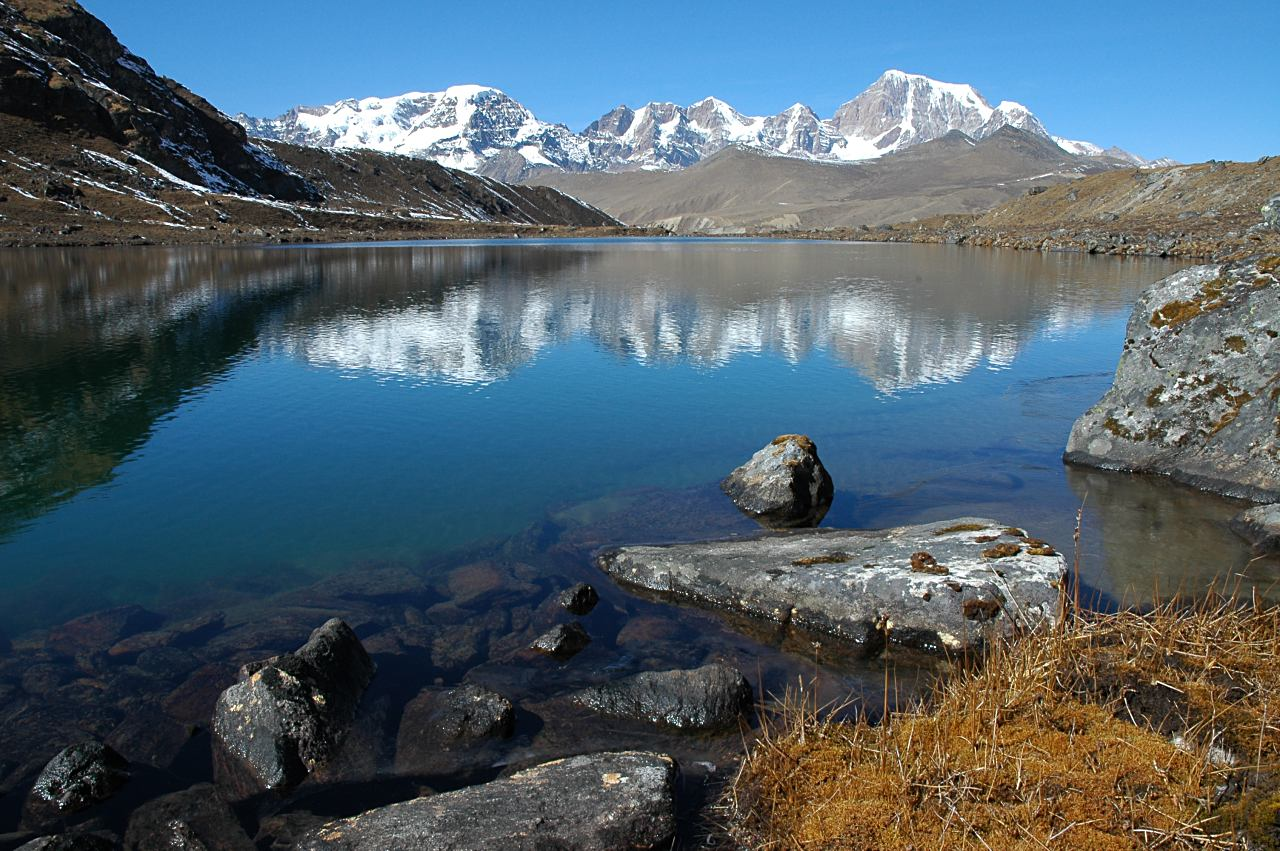
Lago Gurudogman, em Sikkim

A região dos Himalaias é dotada de centenas de lagos. A sua grande maioria pode ser encontrada em altitudes inferiores a 5 000 m, com o tamanho dos lagos diminuindo com a altitude. O maior lago é o Pangong Tso, na fronteira entre Índia e Tibete, e está a uma altitude de 4 600 m. O lago Gurudogman, localizado em Sikkim, é um dos mais altos, a 5 148 m de altitude segundo a Missão Topográfica Radar Shuttle' (SRTM). Outros lagos incluem, o Tsongmo, na fronteira da Índia com a China, no Sikkim, e o lago Tilicho na região de Annapurna no Nepal. Todos os lagos são alimentados pelos glaciares, e são conhecidos pelos geógrafos pelo nome de tarns.

## Impacto no clima
Os Himalaias têm um efeito profundo sobre o clima do subcontinente indiano e do planalto tibetano. Impedem que os ventos frios e secos do Ártico soprem no subcontinente, e mantêm o Sul da Ásia muito mais quente do que ocorre nas regiões temperadas de outros continentes. Por outro lado, constituem uma barreira para os ventos sazonais das monções, impedindo-os de seguir para norte, e provocando fortes chuvas na região do Terai. Os Himalaias desempenham um papel importante na formação dos desertos da Ásia Central, como o Taklamakan e o deserto de Gobi.
As cadeias de montanhas ocidentais também resultam na precipitação de neve na região de Caxemira e em partes de Punjab e no norte da Índia. Apesar de ser uma barreira para os ventos frios de norte no inverno, o vale do Bramaputra recebe parte dos ventos frios diminuindo a temperatura nos estados do nordeste indiano e do Bangladesh.

## Ecologia
A flora e fauna dos Himalaias varia com o clima, índices pluviométricos, altitude e tipo de solo, gerando assim diferentes comunidades ou ecorregiões. 

### Florestas de planície
Na planície Indo-gangética, na base dos Himalaias, uma planície aluvial drenada pelos rios Indo, Ganges e Bramaputra, uma vegetação exuberante se distribui, de oeste para leste, variando conforme a intensidade das chuvas. Uma vegetação xerófila ocupa as planícies do Indo no Paquistão e no Punjab (Índia). Mais a leste uma floresta decídua úmida se estende pelos estados indianos de Uttar Pradesh, Bihar e Bengal Ocidental, seguindo o curso do Ganges. Estas florestas de monção, com suas árvores caducas perdem suas folhas durante a estação seca. No extremo leste uma floresta úmida perene ocupa as planícies de Assam, no vale do Bramaputra.

### Cinturão do Terai
Acima da planície aluvial se estende uma faixa, o Terai, de pântanos sazonais de solo arenoso e argiloso. Os índices pluviométricos do Terai são maiores que nas planícies aluviais, e seu terreno plano, fazem com que os rios que descem velozes dos Himalaias, diminuam seu ritmo, alargando seus cursos e tornando-se mais caudalosos no período das monções. Grande quantidade de sedimento fértil é depositado em suas planícies tornando-o um ecossistema rico. O Terai possui um mosaico de vegetação, incluindo pastagens, savanas, florestas úmidas e de folha caduca. Entre a fauna, merecem destaque, o rinoceronte-indiano (Rhinoceros unicornis) e o porco (Sus salvanius). Tigres, elefantes, leopardos, ursos e cervos também fazem parte da fauna local. As gramíneas dessa região estão entre as mais altas do mundo, merecendo destaque o capim-kans (Saccharum spontaneum) e a capim-baruwa (Saccharum beghalensis).

### Cinturão de Bhabhar
Localizado acima do Terai, é um planalto de solo rochoso e poroso. Possui um clima subtropical. No oeste dessa região localiza-se uma floresta de pinheiros, onde o pinheiro-azul ou pinheiro-branco-do-butão (Pinus roxburghii) é a principal espécie; já a região central é denominada por florestas de folhas-largas, dominadas pelo sal (Shorea robusta). Vários mamíferos ameaçados habitam esta região, entre eles, o tigre-de-bengala (Panthera tigris tigris), a pantera-nebulosa (Neofelis nebulosa), e o raro Langur-dourado (Trachypithecus geei). Entre as aves, a Arborophila mandellii é endêmica dessa ecorregião.

### Colinas Siwalik
Também chamadas de Colinas Churia, localizam-se acima da região de Bhabhar. São pequenas cordilheiras se estendendo através dos sopés dos Himalaias, no Paquistão, Índia, Nepal e Butão. Consistem em várias pequenas cadeias, com altitudes entre os 600 a 1 200 metros. Sustentam uma vegetação arbustiva.

### Pequenos Himalaias
Constituem cadeias montanhosas de 2 000 a 7 000 metros de altitude.

### Região central
Localiza-se entre os Pequenos e Grandes Himalaias. Em sua área central está coberta por florestas de folha caduca, e na parte superior por coníferas.

### Região de arbustos e pastagens alpinas
Encontra-se acima da linha das árvores, ou seja, nesse ponto em diante não são mais encontradas árvores, e predomina vegetação arbustiva e pastagens alpinas. Entre os mamíferos encontram-se o leopardo-das-neves (Uncia uncia), o carneiro-azul (Pseudois nayaur), o tar (Hemitragus jemlahicus), o takin (Budorcas taxicolor), o goral-himalaio (Nemorhaedus baileyi) e a marmota-himalaia (Marmota himalayana).

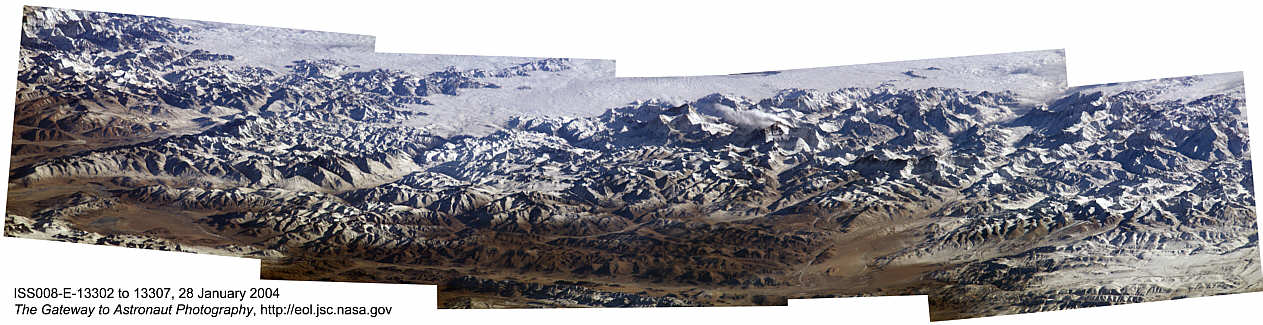
Panorama dos Himalaias captado a bordo da Estação Espacial Internacional, Expedição 8

## Picos importantes

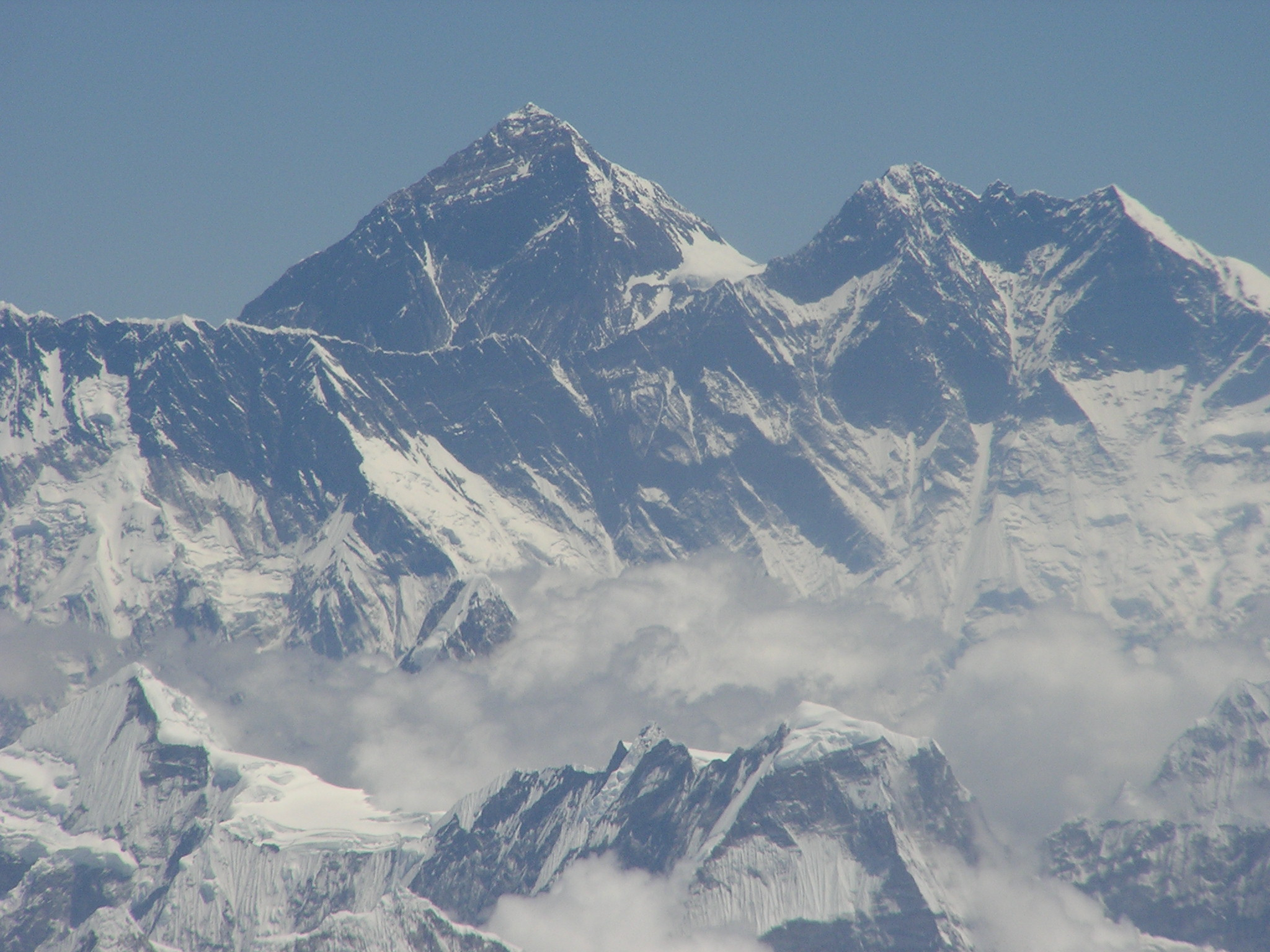
Vista aérea nos Himalaias

- Everest 8 849 m - a montanha mais alta da Terra
- K2 8 611 m
- Kangchenjunga 8 586 m
- Lhotse 8 501 m
- Makalu 8 462 m
- Cho Oyu 8 201 m
- Dhaulagiri 8 167 m
- Manaslu 8 163 m
- Nanga Parbat 8 126 m
- Annapurna 8 091 m
- Gasherbrum I 8 068 m
- Broad Peak 8 047 m
- Gasherbrum II 8 035 m
- Shishapangma 8 027 m
- Gyachung Kang 7 922 m
- Nanda Devi 7 817 m
- Kabru 7 338 m - a sul do Kangchenjunga
- Pumori 7 161 m - um ponto de escalada popular